# Klaus Armstroff
Klaus Armstroff (1957) est un électricien allemand, homme politique et néonazi allemand. Il était membre du Parti national-démocrate d'Allemagne (NPD), puis a fondé le parti Der III. Weg dont il fut le président fédéral. Armstroff est considéré comme un lien entre les structures des partis de droite et la scène de la Freien Kameradschaftsszene dans le sud de l'Allemagne.

## Vie politique
Klaus Armstroff a siégé en tant que représentant du NPD depuis 2009 au conseil du district de Bad Dürkheim et était jusqu'à l'été 2013 au sein du conseil exécutif du NPD, en Rhénanie-Palatinat. Il s'est présenté aux élections législatives de 2013 et a obtenu 1,3% des suffrages dans la circonscription de Palatinat du Sud (de). L'association de l'État du NPD était dirigée à l'été 2013 par son épouse Dörthe Armstroff. Klaus Armstroff était l'un des protagonistes des combats au sein de l'association nationale du NPD en Rhénanie-Palatinat. Il appartenait à l'aile à tendance Völkisch du NPD et n'était pas d'accord avec le nouveau conseil d'administration du NPD composé de Markus Walter et Ricarda Riefling à la suite de quoi il a quitté le NPD.
À la fête fondatrice du parti Der III. Weg Chemin le 28 septembre 2013 à Heidelberg, Armstroff a été élu président fédéral. En Rhénanie-Palatinat, des parties des "Freien Kameradschaften" ont ensuite été transformées en bureaux d'action de Der III. Weg. Depuis janvier 2014, le parti dirigé par Armstroff a commencé l'offensive avec l'acquisition des structures du groupe interdit Freien Netzes Süd en juillet 2014 en Bavière.
Armstroff appartenait à l'aile strasseriste du NPD. Son parti Der III. Weg Idéologiquement, Der III. Weg se comprend comme un "national-révolutionnaire" et s'inscrit en partie dans le programme des frères Gregor et Otto Strasser.